# Helicopis amazonica
Helicopis amazonica är en fjärilsart som beskrevs av Le Moult 1939. Helicopis amazonica ingår i släktet Helicopis och familjen Riodinidae. Inga underarter finns listade i Catalogue of Life.